# Fentonia helena
Fentonia helena är en fjärilsart som beskrevs av Sergius G. Kiriakoff 1974. Fentonia helena ingår i släktet Fentonia och familjen tandspinnare. Inga underarter finns listade i Catalogue of Life.